# Feuerwehrturm Plau am See

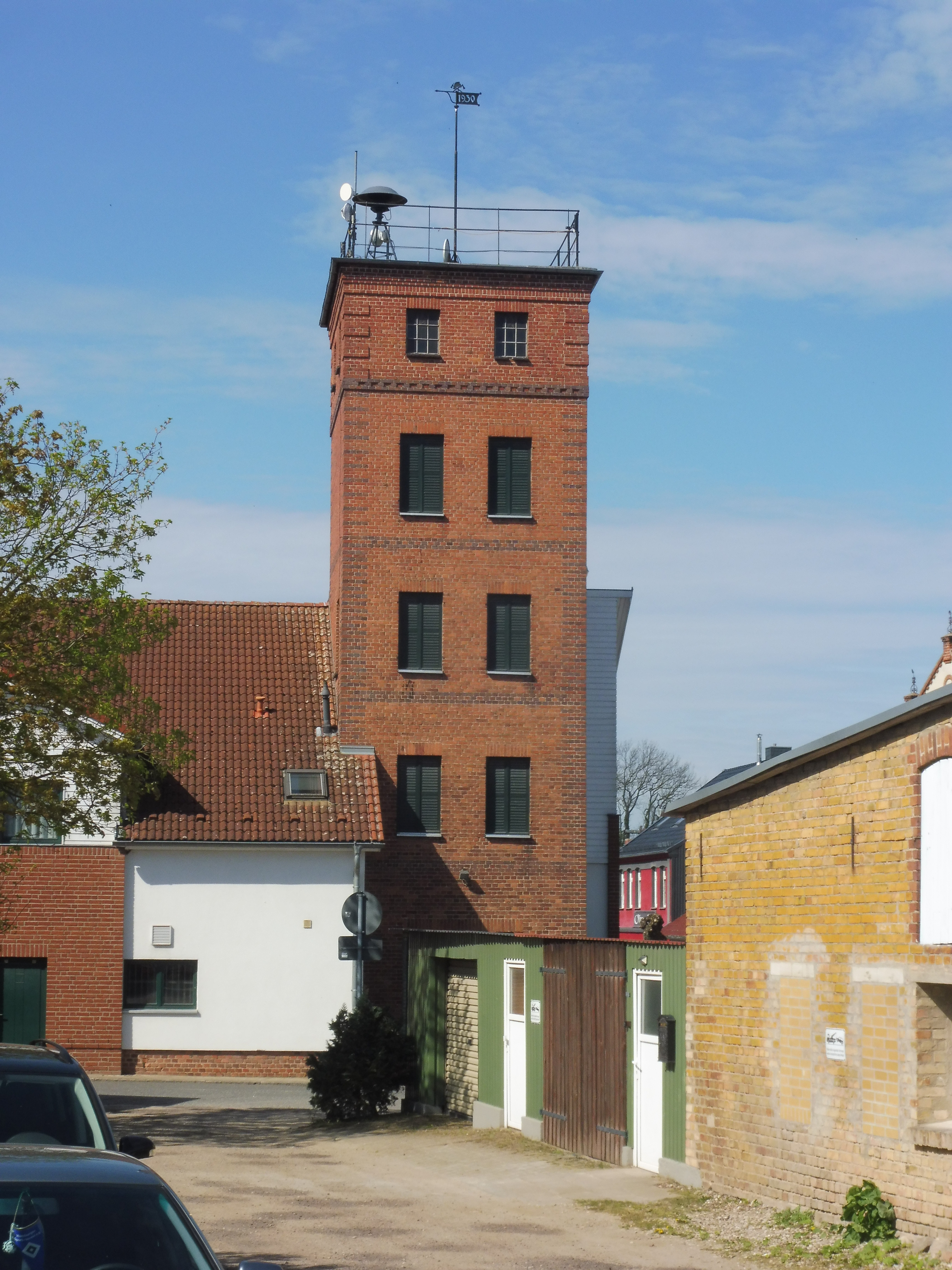

Der Feuerwehrturm Plau am See in Plau am See (Mecklenburg-Vorpommern) an der Schulstraße, Ecke Klitzingstraße wurde 1930 gebaut. Das Gebäude steht unter Denkmalschutz.

## Geschichte
Plau am See ist im 13. Jahrhundert entstanden und wurde 1235 erstmals als Stadt erwähnt.
Der fünfgeschossige verklinkerte quadratische Schlauchturm von 1930 wurde im Jahr 1997 saniert.
Die Feuerwehr Plau am See wurde 1896 als Turnerfeuerwehr gegründet. Das eingeschossige Geräte- und Wagenhaus mit einem zweigeschossigen Giebelrisalit stammt von 1996. Im Einsatz sind (Stand 2022) ein Tanklöschfahrzeug (TLF 3000), eine Drehleiter (DLK 23-12), ein Löschgruppenfahrzeug (LF 16-TS), ein Rüstwagen (RW 1), ein weiterer Rüstwagen (RW 1) mit Ölwehranhänger, ein Gerätewagen zur Ölschadensbekämpfung (GW-ÖL), zwei Mannschaftstransportfahrzeuge (MTF) sowie ein Mehrzweckboot.